# Ясінський Микола Миколайович
Мико́ла Микола́йович Ясінський (2 січня 1900, м. Кнігинин-Бельведер, Станиславівський повіт, Королівство Галичини та Володимирії, Австро-Угорщина — 1 січня 1945, м. Станиславів) — провідний бойовик Летючої Бригади УВО, бойовий референт окружної екзекутиви ОУН у Станиславові.

## Життєпис
Народився 2 січня 1900 р. в м. Кнігинин-Бельведер у багатодітній (15 дітей) родині рільника Миколи Омеляновича Ясінського. Мати Євдокія з дому Грицюк, була домогосподаркою.
Закінчив народну школу і з 1910 року продовжив навчання в Станиславівській українській гімназії. Восьмирічне гімназійне навчання переривали дві російські окупації міста з закриттям гімназії та польсько-українська війна, коли Микола пішов добровольцем в УГА.
Після війни деякий час перебував у Чехословаччині. Після відмови польського консула в Кошицях видати паспорт для повернення на Батьківщину, нелегально повернувся до Станиславова. Там Володимир Моклович залучив його до «Летючої бригади».
Брав участь в обох акціях Летючої бригади в Калуші, експропріації під Богородчанами, замаху на президента Польщі Войцеховського у Львові, акціях під Дунаєвом, на Центральній пошті у Львові та в Долині. Після провалу Барановських пробував їх відбити у Львові та Станиславові, що виявилося неможливим через посилені заходи безпеки. Зрештою схоплений поліцією у Стрию, тяжко скатований, але нікого й нічого не видав. На т. зв. «процесі поштівців» за наказом керівництва УВО зізнався про участь в акції в Долині та отримав присуд на 4 роки важкої тюрми. Ув'язнення відбував у найжорстокішій в'язниці Польщі — «Святий Хрест», де захворів на туберкульоз.
Після повернення додому 6.05.1929 поєднував підпільну роботу з легальною в товариствах «Просвіта», «Молода громада», «Відродження». Проходив вишкіл у Подєбрадах (Чехословаччина), за що відбув 9 місяців ув'язнення в Кошицях. Став бойовим референтом Станиславівської окружної екзекутиви ОУН. Польська поліція ув'язнювала Миколу 6 разів у станиславівській в'язниці, також відбув концтабір Береза Картузька. Переслідувався радянською владою, був ув'язнений, тут загострився туберкульоз, потрапив у тюремну лікарню. Під час німецької окупації задля утримання сім'ї змушений був важко працювати на розбиранні руйнувань. Через важку фізичну працю і туберкульоз помер у 45 років, похований на Княгининському цвинтарі.

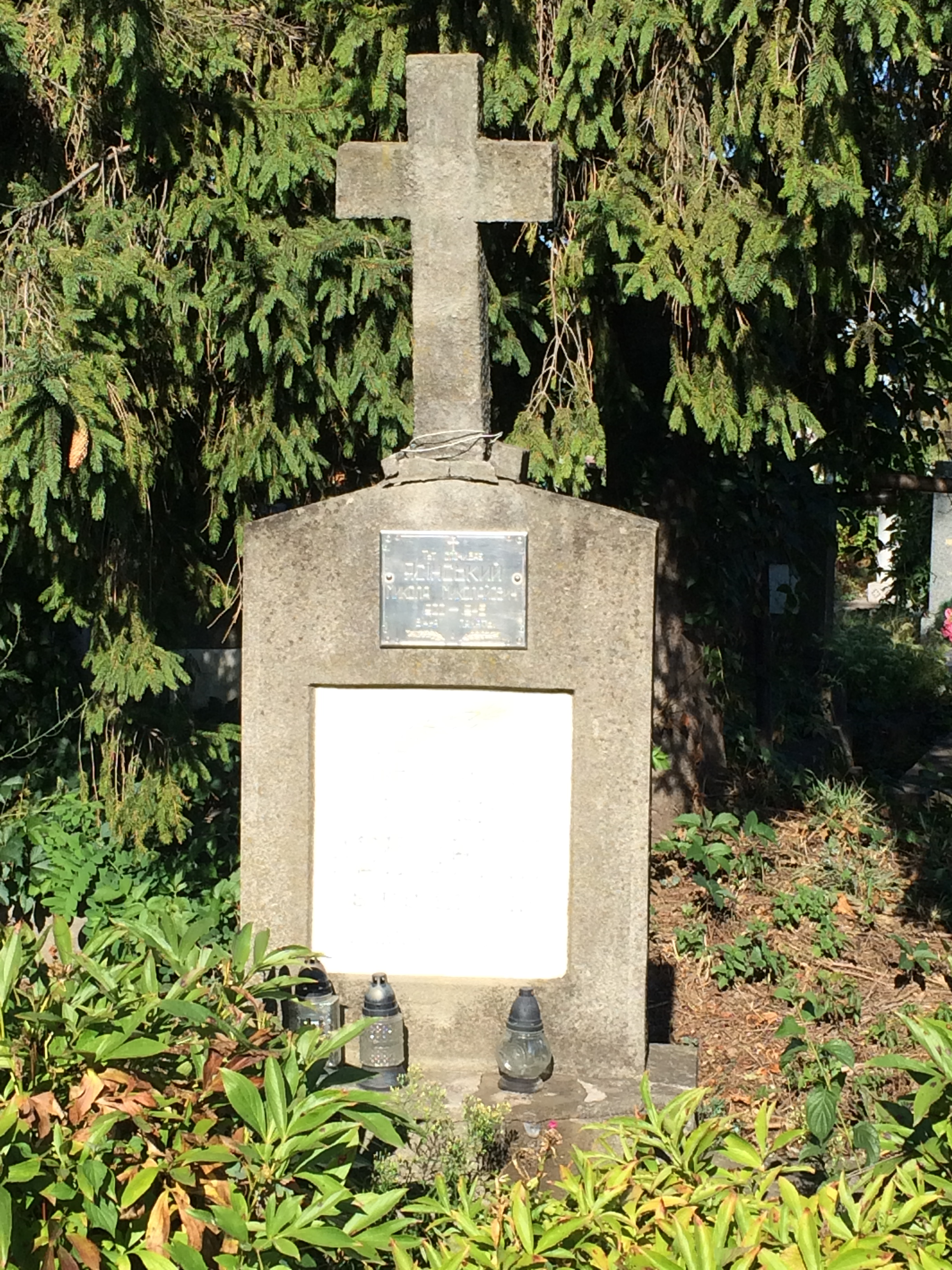
Могила Миколи Ясінського

## Вшанування пам'яті
У 1993 році в Івано-Франківську була названа вул. Ясінських на честь видатних діячів його родини, в тому числі і Миколи Ясінського.
Найвищу людську оцінку Миколи залишив його співкамерник Ярослав Микитюк:
|  | Я стрінув у малому словацькому містечку адвоката д-ра Льва Ганкевича, одного з найвизначніших наших оборонців українських політичних в’язнів. Ми представились взаємно й розговорилися. Коли він почув, що я зі Станиславова, він запитав мене, чи я знав Миколу Ясінського. Коли я притакнув, він мені сказав такі слова: «Пане-товаришу, ви знаєте, що я виступав у багатьох політичних процесах і багато знав наших політичних в’язнів, але Ясінський був один, що йому належиться в Українській Державі пам’ятник». Коли буде наша держава, не знаємо, може наші нащадки ніколи не поставлять Ясінському пам’ятника, тому хай ця моя згадка буде задатком того пам’ятника, який повинен бути в Станиславові, у вільній Українській Державі на його честь і пам’ять про нього. |

## Родина
У 1937 році Микола одружується з Ольгою Пасічняк, наступного року народилася донька Ольга. Народжений у 1940 році син помер через пів року, у 1942 і 1944 роках дружина народила ще двох синів.